# Anfänge des Automobilsports
Die Anfänge des Automobilsports reichen zurück bis in die Zeit der Dampfmaschinen. Die ersten dokumentierten Wettfahrten besaßen jedoch eher den Charakter von Leistungsvergleichen selbstfahrender Dampftraktoren, die angesichts der Dimensionen solcher Fahrzeuge und der sehr geringen Geschwindigkeiten mit der modernen Vorstellung von „Rennen“ noch wenig gemeinsam hatten.
Erst die große Popularität des Radsports ließ gegen Ende des 19. Jahrhunderts die Idee aufkommen, solche Wettbewerbe auch für andere „pferdelose Fahrzeuge“ auszurichten, zumal mittlerweile erste kleinere und damit handlichere Gefährte – zunächst vorrangig immer noch mit Dampfantrieb – entwickelt wurden, die für solche Zwecke besser geeignet schienen. Dennoch war es angesichts der geringen Zahl vorhandener Exemplare schwierig, überhaupt Teilnehmer dafür zu finden. Das änderte sich erst mit dem Aufkommen benzinbetriebener Fahrzeuge in den 1890er-Jahren, sodass 1894 zur Fahrt von Paris nach Rouen 1894, die allgemein als Auftakt der Motorsportgeschichte betrachtet wird, immerhin bereits über 20 Teilnehmer versammelt waren. Diese Veranstaltung war jedoch noch kein „Rennen“ nach modernem Verständnis, einerseits, weil dabei noch alle möglichen Fahrzeugarten mit den unterschiedlichsten Antriebsarten vertreten waren und auch der Sieger nicht allein anhand der Fahrdauer – und damit der erzielten Geschwindigkeit – ermittelt wurde, sondern dafür in erster Linie andere Kriterien, wie einfache Bedienbarkeit und Wirtschaftlichkeit im Betrieb, ausschlaggebend waren.

## Valladolid–Madrid (1860)

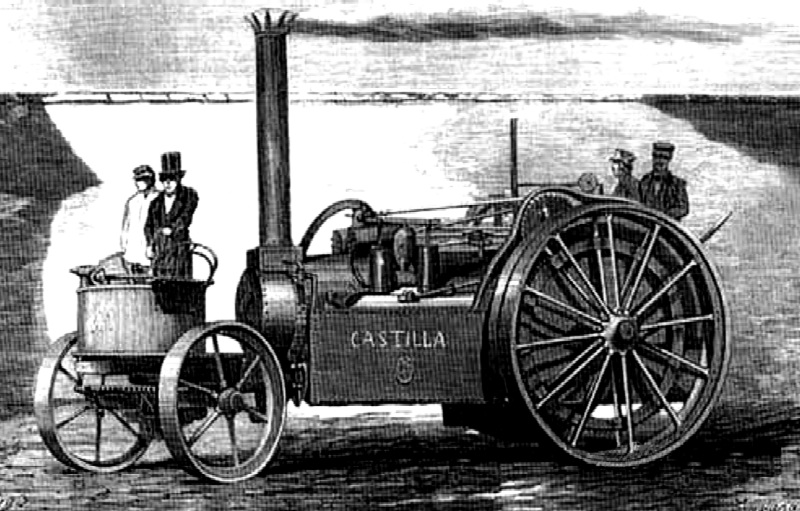
Pedro Ribera mit „Locomóvil castilla“ (1860).

Pedro Ribera stellte 1860 mit seinem Fahrzeug „Locomóvil Castilla“ einen Landgeschwindigkeitsrekord zwischen Valladolid und Madrid auf. Er verbesserte ein englisches Lokomobil und bewältigte damit die Strecke von etwa 200 Kilometern in 20 Tagen.

## Manchester (1867)
Der bislang früheste bekannte Bericht eines Wettkampfs selbstfahrender Maschinen ist die Meldung des britischen Magazins The Engineer über eine Wettfahrt zweier Dampftraktoren quer durch die englische Stadt Manchester am 26. August 1867. Die von Isaac Watt Boulton konstruierte einzylindrige Maschine legte die 8 Meilen (ca. 13 km) lange Strecke zwischen dem Ausgangspunkt in Ashton-under-Lyne und der Landmaschinenausstellung in Old Trafford in weniger als einer Stunde zurück und war damit schneller als das wesentlich größere zweizylindrige Exemplar von Daniel Adamson. Ob es sich dabei um mehr als eine rein privat abgesprochene Angelegenheit handelte (eigentlich wäre eine solche Aktion unter den Bestimmungen des Red Flag Act gar nicht zulässig gewesen, wonach für pferdelose Fahrzeuge Schrittgeschwindigkeit und stets die Begleitung durch einen Fußgänger mit roter Flagge vorgeschrieben waren), ist allerdings ebenso fraglich wie die genauen Regularien dieses „Rennens“, das selbst in Fachkreisen bislang kaum wahrgenommen worden ist.

## Wisconsin Reliability Trial (1878)

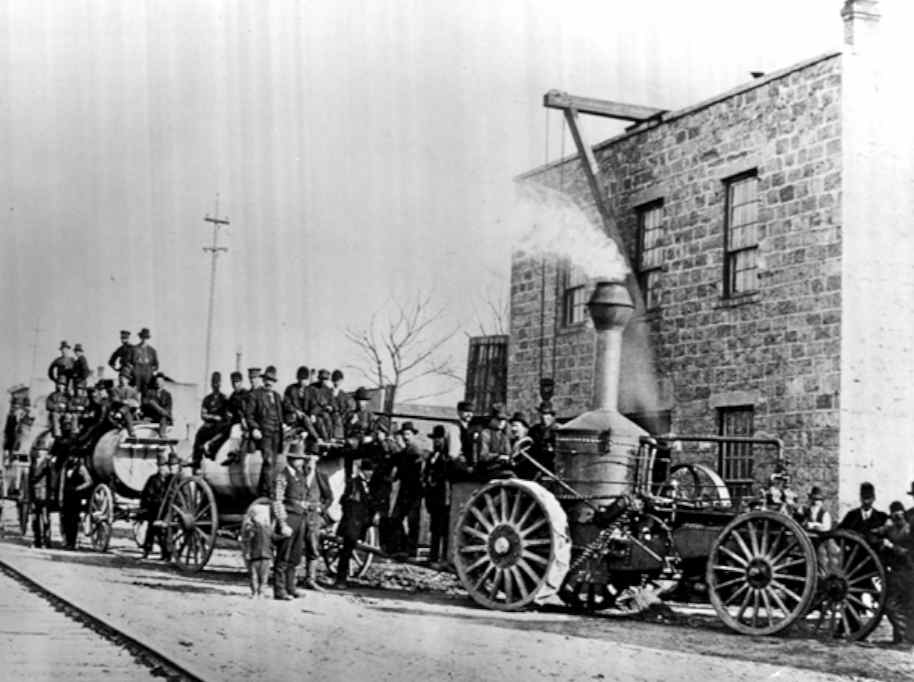
Der Oshkosh Steam Wagon, Sieger über den Green Bay Steamer, mit Wassertankwagen und Mannschaft

Als erster offiziell ausgerichteter Wettkampf zweier selbstfahrender Fahrzeuge gilt dagegen allgemein der Wisconsin Reliability Trial am 16. Juli 1878, bei dem von insgesamt sechs gemeldeten Teilnehmern schließlich noch zwei dampfgetriebene Schlepper um einen vom US-Bundesstaat Wisconsin ausgeschriebenen Preis gegeneinander antraten. Neben einer über eine Distanz von 200 Meilen von Green Bay nach Madison führenden Zuverlässigkeitsprüfung, für die neben einer Mindestgeschwindigkeit auch Kriterien wie Praktikabilität und Kostengünstigkeit gefordert wurden, mussten die Teilnehmer in verschiedenen weiteren Disziplinen, wie z. B. Schleppen oder Pflügen, gegeneinander antreten. Ebenfalls Bestandteil des Programms war eine Wettfahrt der beiden Fahrzeuge über die Distanz von einer Meile – eine Runde auf der Pferderennbahn auf dem Gelände der Oshkosh Fair Grounds –, die somit als erste Automobilrennstrecke der Geschichte bezeichnet werden kann. Sieger des Wettbewerbs, sowohl über die 200-Meilen-Gesamtdistanz als auch auf der Runde um die Pferderennbahn, wurde der 4,5 t schwere Oshkosh Steam Wagon, während sein Konkurrent, der noch etwas schwerere Green Bay Steamer immer wieder von Defekten aufgehalten wurde. Ein drittes Fahrzeug war nicht rechtzeitig zum Start in Green Bay erschienen, durfte allerdings später nachträglich in der Stadt Jefferson mit einsteigen; das war jedoch erst, nachdem die Geschwindigkeitsprüfung in Oshkosh, Wisconsin bereits stattgefunden hatte.

## Erste Wettfahrten mit Dampfautomobilen (1887/88 und 1891)

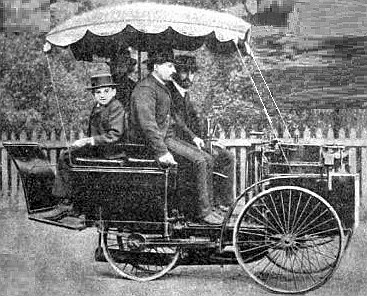
Dampfbetriebenes „Quadricycle“ von De Dion-Bouton von 1885

Am 28. April 1887. organisierte der französische Journalist und Radrennfahrer Paul Faussier eine Wettfahrt für Automobile vor den Toren von Paris im Bois de Boulogne (Pont de Neuilly bis Versailles), bei der jedoch nur ein Teilnehmer, Graf Albert de Dion, mit seinem dampfgetriebenen Wagen zum Start erschien. Im Jahr darauf kam dann auf der gleichen Strecke ein erstes „echtes“ Rennen zustande, das de Dion vor dem Konstrukteur seiner Automobile, Georges Bouton, auf einem ebenfalls dampfbetriebenen Dreiradwagen für sich entscheiden konnte. Beide Veranstaltungen blieben aber der öffentlichen Wahrnehmung weitgehend verborgen. 1891 nahmen schließlich – wenn auch außer Konkurrenz – Auguste Doriot und Louis Rigoulot mit ihrem benzinbetriebenen Peugeot „Quadricycle“ am Radrennen Paris–Brest–Paris teil. Armand Peugeot hatte den Organisator des Rennens, den Journalisten und Chefredakteur des Magazins Le Petit Journal, Pierre Giffard, dazu überredet, die Infrastruktur der Veranstaltung (Streckenposten, Zeitnehmer usw.) dazu zu nutzen, das Vorankommen des Wagens auf dieser längsten bis dahin von einem Automobil zurückgelegten Fahrstrecke zu dokumentieren. Wegen eines mechanischen Defekts mussten sie allerdings unterwegs einen längeren Reparaturaufenthalt einlegen, sodass sie Brest erst erreichten, als der Sieger des Radrennens schon wieder zurück in Paris angelangt war.

## Paris–Rouen (1894)

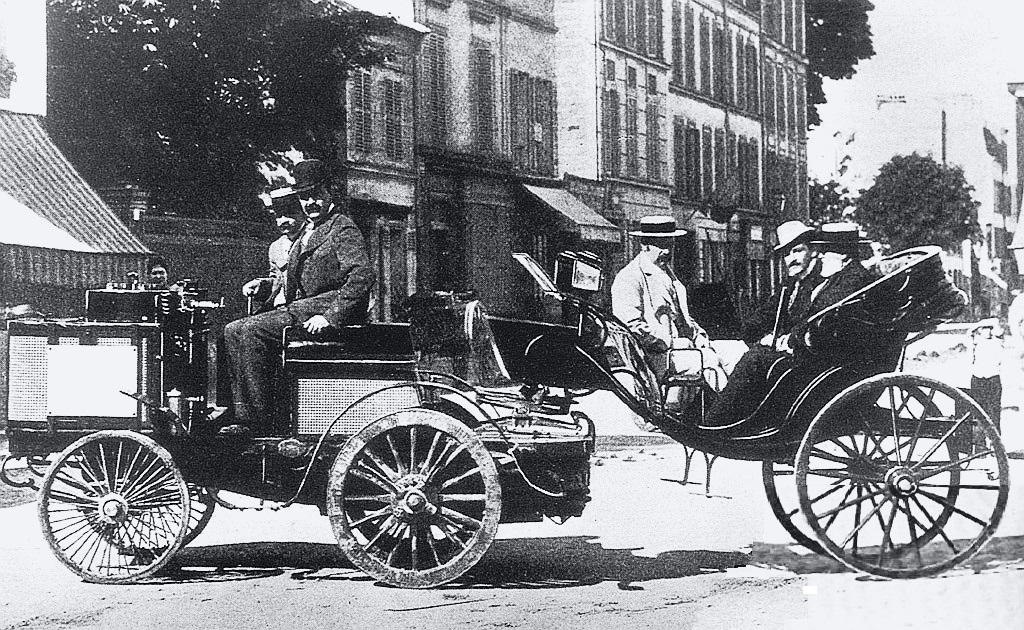
Teilnehmer an der Wettfahrt Paris–Rouen 1894: Graf Albert de Dion und Begleitung mit Dampfgespann „Vicoria“. Die Gelassenheit ist nicht gespielt: De Dion war trotz der längsten Mittagspausen und einem „Abstecher“ in einen Acker fünf Minuten vor dem Zweitplatzierten auf Peugeot im Ziel. Der Sieg wurde nicht anerkannt.

Erst mit der ebenfalls von Pierre Giffard im Namen des Le Petit Journal für 1894 ausgeschriebenen Fahrt für „pferdelose Fahrzeuge“ von Paris nach Rouen konnte zum ersten Mal ein allgemeines öffentliches Interesse für ein derartiges Unterfangen erzielt werden. Die Veranstaltung, die den Charakter einer Zuverlässigkeitsfahrt besaß, bei der vor allem auch die Qualität der Konstruktion, Sparsamkeit, Bedienungsfreundlichkeit und die Betriebssicherheit bewertet wurden, ist daher allgemein als erster wirklich bedeutsamer automobilsportlicher Wettbewerb der Geschichte bekannt. Als Teilnehmer hatten sich erstmals eine ganze Reihe von Fahrzeugarten (neben Automobilen auch Zwei- und Dreiräder sowie Quadricycles – ähnlich der modernen „Quads“) mit unterschiedlichem Antrieb (Benzin-, Dampf-, Elektro- und sogar Muskel- oder Federkraft-betrieben) angemeldet, von denen aber nur Wagen mit Dampfantrieb oder Verbrennungsmotoren die verschiedenen Vorprüfungen überstanden und auf die 126 km langen Strecke geschickt wurden. Schnellster der insgesamt 21 Konkurrenten war mit einem Stundenmittel von etwa 19 km/h und einem Verbrauch von 800 Liter Wasser wiederum Graf Albert de Dion mit seinem Dampfwagen, im Prinzip eine Zugmaschine mit angehängter Kutsche, die zur Bedienung neben dem Fahrer als Bedienpersonal einen Heizer mit an Bord benötigte. Der Siegerpreis in Höhe von 5000 Goldfrancs wurde jedoch zu gleichen Teilen benzingetriebenen Wagen von Panhard & Levassor und Peugeot zugesprochen, beide mit von Panhard in Lizenz gebauten Daimler-Motoren bestückt.